# Pertusaria knightiana
Pertusaria knightiana är en lavart som beskrevs av Müll. Arg. Pertusaria knightiana ingår i släktet Pertusaria och familjen Pertusariaceae.   Inga underarter finns listade i Catalogue of Life.